# Sistema penal de la Xina
El sistema penal xinès està compost majoritàriament d'un sistema de detenció administrativa i d'un sistema d'incarceració judicial. A mitjan 2015, es va informar que la quantitat de presoners mantinguts en captivitat en presons administrades pel Ministeri de Justícia és de 1.649.804, resultat en un índex de població de 118 per 100.000.
La Xina també va mantenir la pena de mort, amb el dret d'aprovació reservat per la Cort Suprema Popular de la República Popular de la Xina, i a més empra un sistema de pena de mort amb indult on la condemna se suspèn tret que el condemnat cometi un altre delicte important dins d'un lapse de dos anys mentre estigui detingut. Hi ha discussions que insten un major ús de correcció comunitària, i hi ha debats per fer que el Ministeri de Justícia supervisi detinguts administratius com per impedir que la policia tingui massa poder.

## Població
Les presons gestionades pel Ministeri de Justícia van tenir 1.649.804 presos a mitjans del 2015 i resulten en una taxa de població de 118 per 100.000. Si s'afegís el nombre de detinguts als centres de detenció del Ministeri de Seguretat Pública de 650.000 denunciats el 2009, es produiria una població total de 2.300.000 habitants i augmentaria la taxa fins a 164 per 100.000.
En el mateix informe, es destaca que les preses dones representen al voltant del 6,5%, les menors del 0,8% i les estrangeres el 0,4% de la població total de presos a les instal·lacions del Ministeri de Justícia.